# Гълъбов кърлеж
Гълъбовите кърлежи (Argas reflexus) са вид паякообразни от семейство Аргасови акари (Argasidae).
Таксонът е описан за пръв път от Йохан Христиан Фабриций през 1794 година.